# Estadio San Agustín
El Estadio de San Agustín, o Estadio la Yerbera posteriormente renombrado como Estadio Cerveza Caracas, fue un estadio de béisbol localizado en la parroquia San Agustín, Caracas, Venezuela. Fue inaugurado el 29 de enero de 1928 en un encuentro entre el Santa Marta y el Crisfield Crabbers, club perteneciente a la Eastern Shore League de Estados Unidos. Estaba ubicado entre las esquinas de Bomboná y Granaderos, en la populosa urbanización de San Agustín del Norte. Albergó partidos de béisbol desde su fundación hasta su demolición en 1962.
Llegó a poseer un aforo de 15.000 espectadores y sus dimensiones eran: 370 LF, 400 CF, 375 RF.
Fue construido por el empresario Alfonso Rivas (dueño de Maizina Americana) y posteriormente fue adquirido por la Cervecería Caracas y tres años más tarde fue remodelado para albergar la Copa Mundial de Béisbol de 1944 y 1945 cuando pasa a denominarse Estadio Cerveza Caracas.
A mediados de los años 1960 el estadio fue expropiado por el Estado y transferido al Centro Simón Bolívar, institución que lo demolió para construir el complejo residencial La Yerbera.

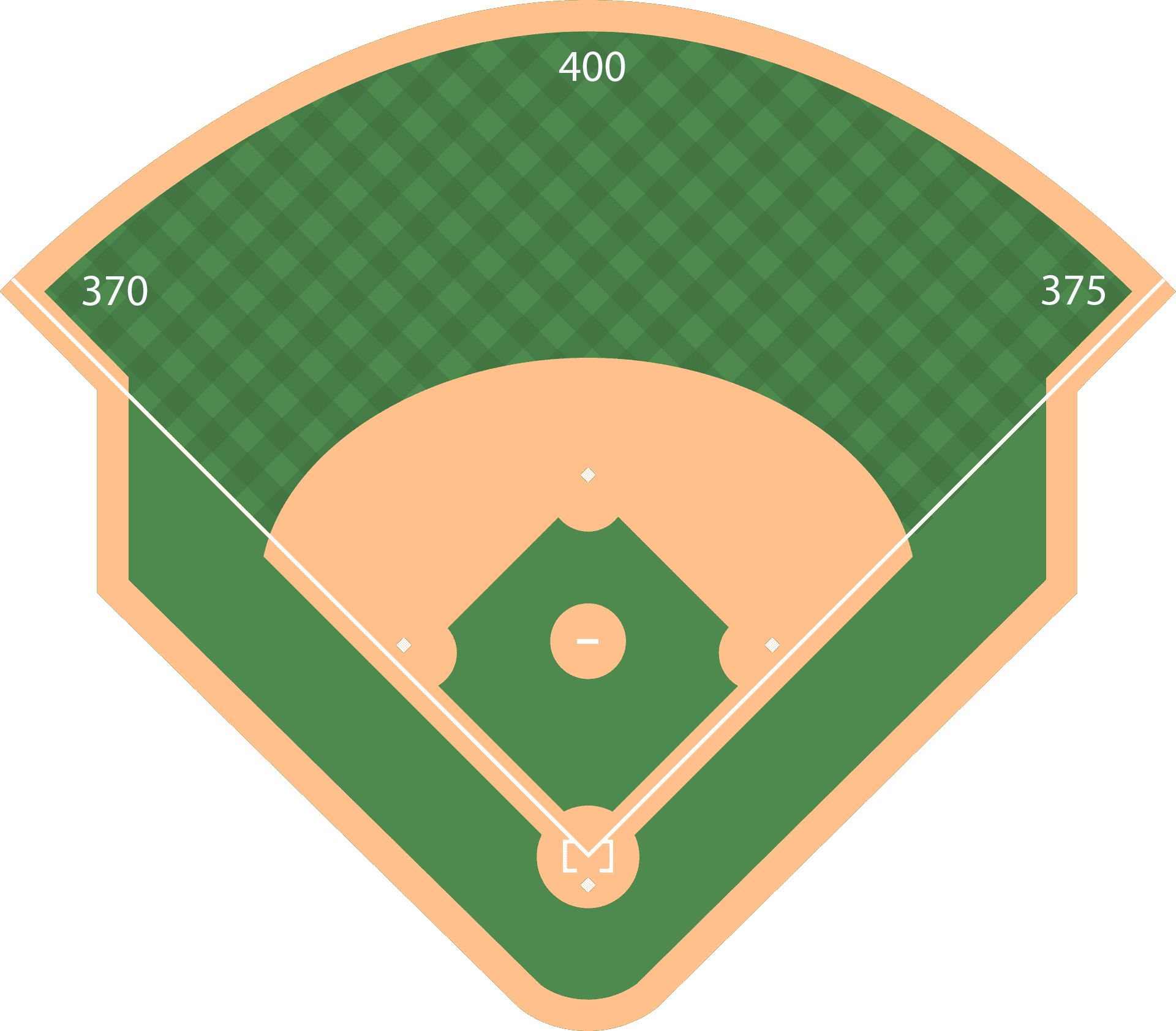
Dimensiones estadio "San Agustin"